# 伊麗莎·哈魯瓊·奧爾胡揚
伊麗莎·哈魯瓊·奧爾胡揚（羅馬化：Eliza Harut'yuni Oljuyan，1913年3月26日—2007年6月28日），又名澤拉·比利爾（羅馬化：Zehra Bilir），是亞美尼亞血統的著名土耳其民謠歌手。她被稱為土耳其的伊蒂·琵雅芙。

## 外部連結
- YouTube上的Zehra Bilir - Helvaci
- YouTube上的Sen Bu Yaylaları Yaylayamassın
- YouTube上的O Sesler Zehra Bilir